# 160-minutni Sunčev ciklus
160-minutni Sunčev ciklus bio je prividno periodično osciliranje na površini Sunca, što je uočeno u nizu ranih skupova podataka prikupljenih za helioseizmologiju.
Prisutnost 160-minutnog Sunčevog ciklusa nije potkrijepljena suvremenim solarnim promatranjima, a uobičajeni znanstvenici smatraju da se povijesni signal događa kao preraspodjela snage iz dnevnog ciklusa kao rezultat promatračkog prozora i atmosferske ekstinkcije.

## Povijest
Rođenje helioseizmologije dogodilo se 1976. godine objavljivanjem radova Brookesa, Isaaka i van der Raaya, te Severnyja, Kotova i Tsapa. Svi su izvjestili o promatranju 160-minutne solarne oscilacije s amplitudom od približno dva metra u sekundi.
Brzo se shvatilo da ta frekvencija odgovara jednoj devetini dana, pa je stoga autentičnost ovog signala bila dovedena u pitanje. Ako je ne-sinusoidalno osciliranje prisutno u vremenskoj seriji, tada će se snaga vidjeti u periodogramu ne samo na frekvenciji oscilacije, već i na pulsacijama na cjelobrojnim višekratnicima ove frekvencije. Ponovna analiza podataka koje su tijekom razdoblja 1974. – 1976. dobili Brookes i sur. pokazali su da dokazi za stabilno, fazno koherentno osciliranje od 160 minuta pri konstantnoj amplitudi nisu daleko od konačnih. Iako se signal mogao otkriti, amplituda se činila promjenljivom i bila je niža nego što je prvo prijavljeno.
Ponovna potvrda signala od 160 minuta dobivena je analizom podataka iz skupina na Krimu i Stanfordu tijekom duljeg vremenskog razdoblja. Utvrđeno je da je faza pokazivala stalan pomak, što ukazuje na to da se frekvencija koja se koristi u analizi malo razlikuje od one u podacima. To je značilo da je razdoblje od 160,01 minuta bolje odgovaralo podacima. Također su se pojavili dokazi da je više skupova opažanja bilo fazno koherentno. Te su činjenice pridonijele dojmovima da je podrijetlo promatranog signala zvjezdani, a ne zemaljski.
1989. godine, kako su postali dostupni višegodišnji skupovi podataka s jednog mjesta, pokazali su Elsworth i sur. da je period signala od 160 minuta doista bio 160,00 minuta, a amplituda je ovisila i o duljini i o kvaliteti podataka dobivenih u sezoni, s tim da je signal bio izraženiji u vrijeme kada su atmosferske prilike bile lošije. Skupina je uspjela pokazati da se signal može simulirati blago izobličenim dnevnim sinusnim valom kakav se može dobiti zbog diferencijalne atmosferske ekstinkcije.
Iako su tvrdnje o prisutnosti 160-minutnog razdoblja na Suncu još uvijek iznosili Kotov i sur. 1990. i 1991. glavni znanstveni establišment krenuo je dalje.

## Suvremena zapažanja
Trenutno postoje dvije mreže za promatranje Sunca, mreže BiSON i GONG, koje se sastoje od globalne mreže stanica, kao i svemirskih instrumenata kao što je instrument GOLF na svemirskoj letjelici SOHO. Oni su u stanju držati Sunce pod gotovo neprekidnim promatranjem i tako u velikoj mjeri uklanjaju utjecaj dnevnih signala. Podaci s ovih instrumenata ne pokazuju oscilacije u 160 minuta.